# كيم كيونغ جونغ
كيم كيونغ جونغ (الكورية: 김경중) (ولد في 16 أبريل 1991) هو لاعب كرة قدم كوري جنوبي يلعب حاليا مع غانغوون كمهاجم. مثل منتخب كوريا الجنوبية تحت 20 سنة وشارك في كأس العالم تحت 20 سنة لكرة القدم 2011.

## المسيرة الرياضية مع الأندية

### بوردو
انضم كيم إلى بوردو في الدوري الفرنسي الدرجة الأولى في صفقة إعارة حتى نهاية موسم 2011-2012.

## المسيرة الرياضية مع المنتخب
شارك كيم في كأس العالم تحت 20 سنة لكرة القدم 2011. في 30 يوليو 2011 سجل كيم هدفه الأول ضد مالي في مرحلة المجموعات.